# Lieinix nemesis
Lieinix nemesis es una especie de mariposa, de la familia de las piérides, que fue descrita originalmente con el nombre de Pieris nemesis, por Latreille, en 1813, a partir de ejemplares procedentes de Sur América.

## Distribución
Lieinix nemesis está distribuida entre las regiones Neotropical y Neártica y ha sido reportada en 11 países.

## Plantas hospederas
Las larvas de L. nemesis se alimentan de plantas de la familia Fabaceae. Se ha reportado en Inga mortoniana.